# Dziura za Głazami
Dziura za Głazami – jaskinia w Dolinie Bystrej w Tatrach Zachodnich. Wejście do niej znajduje się na północnym stoku Kalackiej Turni, nad Kalackim Korytem (Suchym Żlebem), na wysokości 1338 metrów n.p.m. Jaskinia jest pozioma, a jej długość wynosi 25 metrów.

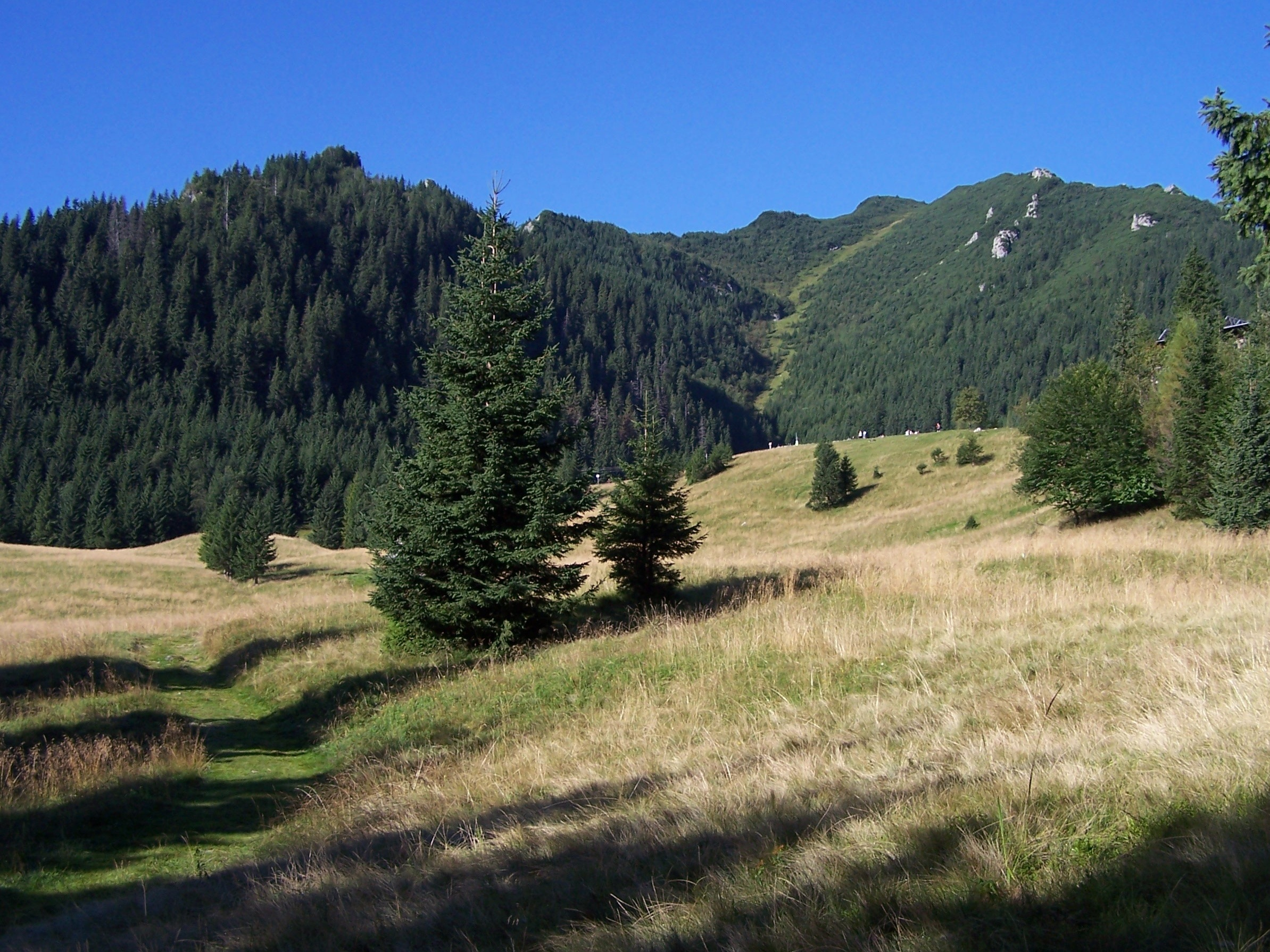
Polana Kalatówki. Od lewej Kalacka Turnia, Kalackie Koryto i Kalacki Upłaz

## Opis jaskini
Główny ciąg jaskini to korytarz prowadzący od niewielkiego otworu wejściowego do małej salki. Z niej na lewo idzie 7-metrowy korytarz, a na prawo 4-metrowy. Oba kończą się zawaliskami.

## Przyroda
W jaskini występują nieliczne nacieki grzybkowe i fragmenty polewy naciekowej.
Do około 5 metrów w głąb od otworu rosną paprocie, mchy i porosty.
W salce znaleziono kości m.in. nietoperzy i łasic.

## Historia odkryć
Jaskinia została odkryta 22 października 1933 roku przez Stefana Zwolińskiego i J. Zahorskiego. Stefan Zwoliński opisał położenie i wnętrze jaskini, naszkicował też jej plan.